# 062형급 함포초계정

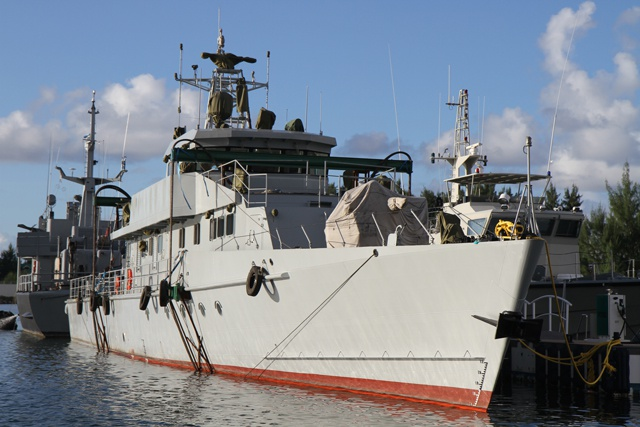

062형 고속호위정(중국어: 062型 高速护卫艇)은 샨토우급 함포초계정의 후속 모델이며, 나토에는 상하이급으로 알려져 있다. 이 급의 초계정은 이전 모델보다 대형이며, 수출된 수로는 가장 널리 제작되어 보급된 중국의 군함이다. 이 함포초계정은 크기에 비해 잘 무장되어 있으며, 대잠수함전에서 초계 역할을 주 임무로 한다.

## 상하이-I급 초계정
초기 062급 초계정은 상하이-I급 초계정(Shanghai-I class gunboat)으로 12기가 만들어졌다. 그리고 일부는 1990년대까지 운용되었다. 상하이-I급은 후속 모델은 상하이-II급보다 약간 작으고 배수량이 125톤이며, 중국형 66 57mm 쌍포가 전면에 배치되어 있다. 상하이-I급의 크기는 36 m x 5.5 m x 1.6 m이며, 다른 제원은 상하이-II급과 동일하다. 상하이-II급에는 57 mm를 37mm 쌍포를 부착했다.

## 상하이-II급 초계정
상하이-II급 초계정의 제원은 다음과 같다.
- 배수량 : 135 t
- 길이 : 38.78 m
- 빔 : 5.41 m
- 드래프트 : 1.55 m
- 속도 : 28.5 kt
- 레인지 : 750 nm @ 16.5 kt
- 추진력 : 2 소비에트 M50F-4와 2 12D6 디젤엔진 각각 4개의 새프트를 가진 @ 1,200hp과 910 hp
- 정원 : 36
- 무장 :
  - 포 : 중국형 61 37mm건 4문 (II x 2), 중국형 61 25 mm건 4문 (II x 2) 그리고 1문
  - 대잠수함전 : 8 depth charges
- 레이다 : 1 navigational 또는 표면 탐지 레이다

## 푸션급 기뢰제거정
또 다른 062형 계열의 응용 모델로는 상하이-II급 초계정에서 개발한 푸션급 기뢰제거정이 있다. 이 배는 무장을 줄이고, 기뢰제거 기어를 장착하였다. 그 외의 모든 제원은 상하이-II급 초계정과 동일하다. 20기가 훈련용으로 인도되었으며, 지금은 퇴역하였다.

## 운항 국가
- 방글라데시 해군 (Shanghai-II)[1]

- 중국 해군
- 조선민주주의인민공화국 해군
- 파키스탄 해군
- 스리랑카 해군
- 동티모르 해군
- 콩고 민주 공화국 해군

## 같이 보기
- 056형 호위함